# Ławeczka Jana Nowaka-Jeziorańskiego w Warszawie
Ławeczka Jana Nowaka-Jeziorańskiego – pomnik znajdujący się przy ul. Czerniakowskiej 178 A w Warszawie na skraju parku Marszałka Edwarda Rydza-Śmigłego.

## Historia
19 października 2006 przed Biblioteką i Centrum Informacji im. Jana Nowaka-Jeziorańskiego Władysław Bartoszewski z prezydentem Warszawy Kazimierzem Marcinkiewiczem dokonali odsłonięcia pomnika. W uroczystości wzięli udział m.in. ambasador USA Victor Ashe, minister Kancelarii Prezydenta Elżbieta Jakubiak, Zofia Bartoszewska, prezes Związku Powstańców Warszawskich gen. Zbigniew Ścibor-Rylski, dyrektor Muzeum Powstania Warszawskiego Jan Ołdakowski oraz prezes Fundacji im. Jadwigi i Jana Nowaków-Jeziorańskich Jacek Taylor.
Autorem rzeźby upamiętniającej Jana Nowaka-Jeziorańskiego wykonanej w brązie jest Wojciech Gryniewicz.
Inicjatorami budowy pomnika byli Hanna i Jacek Fedorowiczowie.